# 李小龙祖居 (广州)
广州的李小龙祖居位于中国广州市荔湾区恩宁路永庆一巷13号，为已故武打影星李小龙的祖居。2011年9月被公布為荔灣區文物保護單位。
坐南朝北，一正一偏布局，后门正对恩宁路路面。深三进，面阔7米，进深21米，占地面积140平方米，建筑面积400多平方米。砖木结构，硬山顶，青砖石脚，西关大屋建筑风格。大门嵌花岗岩门夹，屋内有雕花大梁，用彩色雕花玻璃屏风间隔。房屋主体保留较好，但屋内装饰构件基本不存。
房屋建于民国年间。早年李小龙的父亲李海泉曾在此居住，李小龙少年时也曾在此短暂居住，后随父移居香港，将此屋出租。文化大革命起由房管站出租，1978年李海泉的后人取回产权，改由房管站托管。
1990年代，西關培正小學在徵地擴建時，被政府發現此屋是李小龍之父李海泉的物業，當時提出了保護方案。2007年之前，該處曾有人居住及管理。當所有住客搬走後，荒草叢生，致蛇多次出沒。現時，該屋東南側外牆與學校圍牆相接，建築被包圍在學校內。
荔灣區文廣新局稱，房屋屬私人物業，業主移居海外多年，無人居住，門窗鎖閉，存在一定的隱患。如果要修繕維護，需根據《文物保護法》第二章「不可移動文物」的有關規定，遵循不改變文物原狀的原則，由業權人向荔灣區文物行政部門提出申請，批復後進行修繕。該局將爭取聯絡業權人，做好修繕保護和利用工作。